# Kajmak

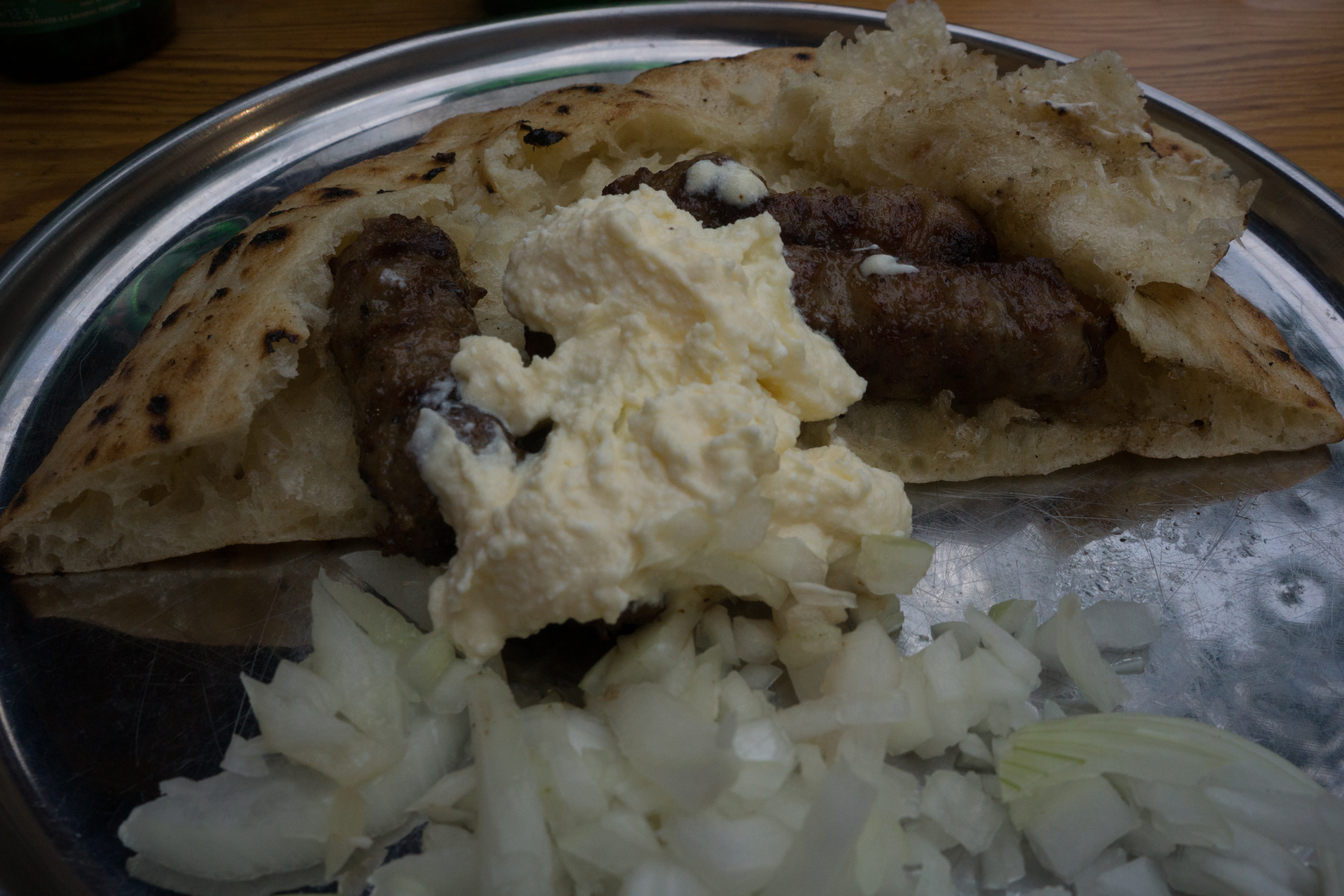
Ćevapi med kajmak.

Kajmak är en krämig och syrlig mjölkprodukt, som ett mellanting mellan smör och färskost. Den görs på mjölk från vattenbuffel, ko, får eller get. Den förekommer bland annat i vissa länder på Balkan, i Turkiet, Iran, Irak och Afghanistan.
Enligt det traditionella sättet att laga kajmak sjuds mjölk i två timmar. Därefter tas den av från värmen och skummas av och får svalna och lätt fermenteras i flera timmar eller dagar (alternativt sjuda i 40 minuter, samt svalna och fermentera i 10 timmar). Kajmak har en hög halt mjölkfett, omkring sextio procent. Dess konsistens är tjock och krämig, men mjölkproteinet gör att den ändå blir luftig. Smaken är fyllig.